# Gomo (Burkina Faso)
Pour les articles homonymes, voir Gomo.
Gomo est une localité située dans le département de Falagountou de la province du Séno dans la région Sahel au Burkina Faso.